# Parentucellia
Parentucellia es un género de plantas fanerógamas perteneciente a la familia Orobanchaceae, anteriormente incluida en Scrophulariaceae.  Comprende 4 especies descritas y de estas, solo 2 aceptadas.

## Taxonomía
El género fue descrito por Domenico Viviani y publicado en Flora Libycae Specimen 31. 1824.    La especie tipo es: Parentucellia floribunda Viv. 

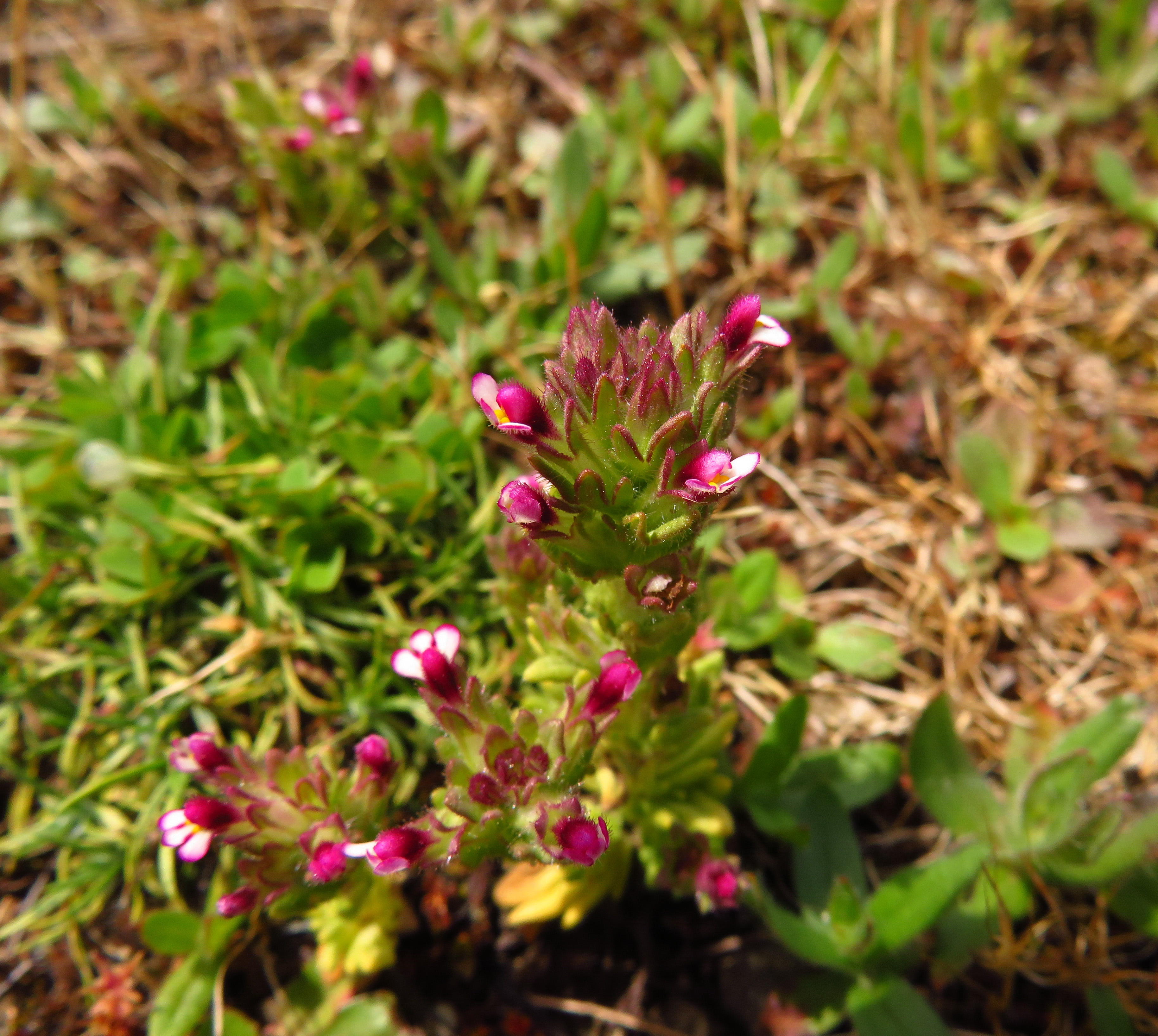
Parentucellia latifolia.

## Especies aceptadas
A continuación se brinda un listado de las especies del género Parentucellia  aceptadas hasta mayo de 2014, ordenadas alfabéticamente. Para cada una se indica el nombre binomial seguido del autor, abreviado según las convenciones y usos: 
- Parentucellia latifolia (L.) Caruel
- Parentucellia viscosa Edwall